# Clasificación Geomecánica del Macizo Rocoso Minero
Dentro de la ingeniería geotécnica, Laubscher desarrolló la Clasificación Geomecánica del Macizo Rocoso Minero (MRMR, por sus siglas en inglés), mediante la modificación del sistema de Clasificación Geomecánica de Bieniawski (RMR, por sus siglas en inglés). En el sistema MRMR la estabilidad y el soporte se determinan con las siguientes ecuaciones:
RMR = IRS + RQD + espaciamiento + condición
en donde:
RMR = Clasificación del Macizo Rocoso de Laubscher
IRS = Resistencia de la Roca Intacta
RQD = Designación de Calidad de la Roca
espaciado = expresión para el espaciado de discontinuidades
condición = condición de las discontinuidades (el parámetro también depende de la presencia de aguas subterráneas, la presión o la cantidad de afluencia de agua subterránea en la excavación subterránea)
MRMR = RMR * factores de ajuste
donde:
Factores de ajuste = aquellos factores para compensar el método de excavación, la orientación de las discontinuidades y la excavación, las tensiones inducidas y la meteorización futura.
Los parámetros para calcular el RMR son similares a aquellos utilizados en la Clasificación Geomecánica de Bieniawski. Esto puede resultar confuso, dado que algunos parámetros del sistema MRMR se modifican, como el parámetro de condición que incluye la presencia y presión del agua subterránea en el sistema MRMR, mientras que el agua subterránea es un parámetro separado en la Clasificación Geomecánica de Bieniawski. El número de clases de los parámetros y el detalle de la descripción de los mismos también son más extensos que en el sistema de Clasificación Geomecánica de Bienniawski.
Los factores de ajuste dependen de la futura (susceptibilidad a la) meteorización, el entorno de estrés y la orientación,
La combinación de los valores de RMR y MRMR determina el llamado potencial de refuerzo . Un macizo rocoso con un RMR alto antes de la aplicación de los factores de ajuste tiene un alto potencial de refuerzo y puede reforzarse, por ejemplo, con pernos de roca, cualquiera sea el valor MRMR postexcavación. Por el contrario, los pernos de roca no son un refuerzo adecuado para un macizo rocoso con un RMR bajo (o sea, tiene un potencial de refuerzo bajo).
Laubscher utiliza un gráfico para el parámetro de espaciado. El parámetro depende de un máximo de tres conjuntos de discontinuidades que determinan el tamaño y la forma de los bloques de roca. El parámetro de condición está determinado por el conjunto de discontinuidad con la influencia más adversa sobre la estabilidad.
El concepto de factores de ajuste del macizo rocoso antes y después de la excavación es muy atractivo. Esto permite compensar las variaciones locales, que pueden estar presentes en la ubicación del macizo rocoso observado, pero que podrían no estarlo en la ubicación de la excavación propuesta o viceversa. Además, esto permite cuantificar la influencia de la excavación y las tensiones inducidas por la misma; los métodos de excavación y la influencia de la erosión pasada y futura del macizo rocoso.

## Otras lecturas
- Bieniawski, Z.T. (1989). Engineering Rock Mass Classifications. Wiley-Interscience. p. 272. ISBN 978-0-471-60172-2.
- . Sociedade Portuguesa de Geotecnia, Lisboa, Portugal. 25–28 November 2002. pp. 3-32. Falta el |título= (ayuda)
- Pantelidis, L. (2009). «Rock slope stability assessment through rock mass classification systems». International Journal of Rock Mechanics and Mining Sciences 46 (2): 315-325. doi:10.1016/j.ijrmms.2008.06.003.

- Datos: Q6865634